# Bettina Ismair
Bettina Ismair (* 1962) ist die Gründerin der überregional bekannten und vielfach ausgezeichneten Initiative „Offenes Haus – Offenes Herz“ in Markt Schwaben, die sich seit 2001 für die Förderung und Integration von Kindern ausländischer Flüchtlingsfamilien engagiert.

## Leben und Wirken
Bettina Theresa Ismair stammt aus einer alteingesessenen Familie, die schon seit fünf Generationen in der Gemeinde Markt Schwaben im Landkreis Ebersberg beheimatet ist. Nach der Einschulung ihres Sohnes im Jahr 2001 wurde die zweifache Mutter erstmals mit der schwierigen Schul- und Lebenssituation der Kinder aus afghanischen Flüchtlingsfamilien konfrontiert, die – oft ohnehin schon traumatisiert – aufgrund ihrer fehlenden Sprachkenntnisse in der oberbayerischen Grundschule völlig isoliert und überfordert waren. Diesen Kindern zu helfen wurde Bettina Ismairs großes Ziel.
Noch im selben Jahr begann sie zusammen mit einem kleinen Kreis weiterer Familien, einmal in der Woche jeweils zwei dieser Kinder nachmittags für ein paar Stunden bei sich aufzunehmen. Die Kinder wurden gemeinsam mit den eigenen Kindern bei den Hausaufgaben betreut und konnten den Alltag in einer deutschen Familie miterleben. Bald kam die Unterstützung der Asylsuchenden bei Behördengängen hinzu, gegenseitige Freundschaftsbesuche und die Organisation gemeinsamer Gruppenausflüge folgten. Im Laufe der Jahre entstand ein gut funktionierendes Netzwerk der bürgerschaftlichen Hilfe, das mit dem Älterwerden der Kinder auch auf das örtliche Franz-Marc-Gymnasium ausgeweitet wurde, wo das Thema „Integration“ mittlerweile regelmäßig Gegenstand des Unterrichts ist.
Ismairs beispielhafte und erfolgreiche Initiative, die sich entsprechend ihrer Tätigkeit „Offenes Haus – Offenes Herz“ nennt, ist inzwischen aufgrund zahlreicher Presse-, Rundfunk- und Fernsehberichte auch überregional und deutschlandweit bekannt. Sie wurde seit ihrem Entstehen vielfach mit Preisgeldern und Auszeichnungen bedacht, wie beispielsweise im Jahr 2009 mit dem Panter-Preis (Jury-Preis) der Tageszeitung (taz), 2012 mit dem „Integrationspreis“ der Regierung von Oberbayern und zuletzt im Dezember 2014 mit dem größten bundesweiten Ehrenamtspreis für herausragendes bürgerschaftliches Engagement, dem Deutschen Bürgerpreis.
Bettina Ismair als Gründerin der Initiative wurde für ihr konsequentes, fortwährendes ehrenamtliches Engagement im Jahr 2013 mit dem erstmals verliehenen Ellen-Ammann-Preis des Katholischen Deutschen Frauenbundes (Landesverband Bayern) ausgezeichnet.

## Ehrungen und Preise (Auswahl)
- 2005 Vinzenz von Paul-Förderpreis der Barmherzigen Schwestern vom hl. Vinzenz von Paul
- 2006 1. Preis beim Wettbewerb miteinander! des Bayerischen Rundfunks
- 2009 taz-Panter-Preis, Preis der Jury
- 2011 Auszeichnung im Rahmen des Wettbewerbs Bildungsidee Deutschland 2011
- 2012 Integrationspreis der Regierung von Oberbayern
- 2013 Ellen-Ammann-Preis des Katholischen Deutschen Frauenbundes, Landesverband Bayern
- 2014 Deutscher Bürgerpreis, Kategorie „Alltagshelden“